# Klaus Gerwien
Klaus Gerwien (11. září 1940 Lyck – 3. září 2018) byl německý fotbalista, útočník.

## Fotbalová kariéra
Začínal v VfL Wolfsburg. V německé bundeslize hrál za Eintracht Braunschweig, nastoupil ve 237 ligových utkáních a dal 31 gólů. S Eintrachtem Braunschweig vyhrál v roce 1967 Bundesligu. V Poháru mistrů evropských zemí nastoupil ve 4 utkáních a v Poháru UEFA nastoupil v 6 utkáních a dal 1 gól. Za německou reprezentaci nastoupil v letech 1963-1968 v 6 utkáních a dal 1 gól. 

## Ligová bilance
| Ročník                                 | Zápasy | Góly | Klub                   |
| -------------------------------------- | ------ | ---- | ---------------------- |
| Fußball-Oberliga Nord 1958/1959        | 13     | 4    | VfL Wolfsburg          |
| Fußball-Oberliga Nord 1961/1962        | 28     | 8    | Eintracht Braunschweig |
| Fußball-Oberliga Nord 1962/1963        | 26     | 5    | Eintracht Braunschweig |
| Německá fotbalová Bundesliga 1963/1964 | 15     | 3    | Eintracht Braunschweig |
| Německá fotbalová Bundesliga 1964/1965 | 18     | 4    | Eintracht Braunschweig |
| Německá fotbalová Bundesliga 1965/1966 | 33     | 6    | Eintracht Braunschweig |
| Německá fotbalová Bundesliga 1966/1967 | 21     | 4    | Eintracht Braunschweig |
| Německá fotbalová Bundesliga 1967/1968 | 30     | 3    | Eintracht Braunschweig |
| Německá fotbalová Bundesliga 1968/1969 | 23     | 2    | Eintracht Braunschweig |
| Německá fotbalová Bundesliga 1969/1970 | 29     | 4    | Eintracht Braunschweig |
| Německá fotbalová Bundesliga 1970/1971 | 23     | 1    | Eintracht Braunschweig |
| Německá fotbalová Bundesliga 1971/1972 | 30     | 4    | Eintracht Braunschweig |
| Německá fotbalová Bundesliga 1972/1973 | 15     | 0    | Eintracht Braunschweig |
| CELKEM Německá fotbalová Bundesliga    | 237    | 31   |                        |